# Самрук-Казина
Фонд національного добробуту «Самрук-Казина» (англ. SWF Samruk-Kazyna JSC = каз. «Самұрық-Қазына» Ұлттық Әл-Ауқат қоры» АҚ) — акціонерне товариство, суверенний фонд, єдиним акціонером якого є Уряд Республіки Казахстан. Являє собою комерційну структуру — інвестиційний холдинг, місією якого проголошено підвищення національного добробуту Республіки Казахстан і підтримку модернізації її економіки. Голова правління АТ «Самрук-Казина» (з 2017) Ахметжан Єсимов.

## Історія
Фонд був створений у 2008 році за рахунок злиття двох фондів, — Фонду сталого розвитку «Самрук» і Холдингу з правління державними активами «Казина», — згідно з Указом Президента Республіки Казахстан № 669 від 13 жовтня та відповідно до Постанови Уряду Казахстану № 962 від 17 жовтня 2008 року. Створення Фонду національного добробуту мало на меті мінімізувати втрати казахстанської економіки та подолати наслідки для неї глобальної фінансової кризи 2008 року.
Фонд «Самрук-Казина» здійснює управління 545 портфельними компаніями з метою збільшення їх довгострокової вартості та сталого розвитку, а також здійснює каталітичні інвестиції у розвиток пріоритетних секторів казахстанської економіки. Активи Фонду становлять близько $67.4 млрд. Компанії Групи Фонду здійснюють близько чверті всіх інвестицій в Казахстані. Інвестиційний портфель холдингу складається з більше сотні проектів загальною вартістю близько 100 млн доларів США.
У 2013 році АТ «Самрук-Казина» провело бенчмаркінг (порівняльний аналіз роботи) фонду і його дочірніх компаній із зарубіжними аналогами. За результатами даного аналізу було виявлено, що міжнародні компанії-аналоги отримують більше прибутку на той же рівень вкладеного капіталу. Фонд виступив з ініціативою реалізувати програму трансформації, аналогічно тим, що були проведені національними фондами Малайзії «Khazanah Nasional» і Сінгапуру «Temasek». У вересні 2014 року Рада директорів «Самрук-Казина» схвалила програму, яка передбачала перехід холдингу з моделі роботи в якості адміністратора переданих державою активів до ролі активного інвестора. У 2014—2015 роках заходи з трансформації були розпочаті в центральному апараті Фонду, його портфельних компаніях НК «Қазақстан темір жолы», «Казпошта», НК «Казмунайгаз», НАК «Казатомпром», АТ «KEGOC», АТ «Самрук-Енерго» тощо.
«Самрук-Казина» має амбіції стати фондом світового рівня. Станом на 2017 рік, за версією SWFI, АТ «Самрук-Казина» з активами в розмірі 67,4 млрд доларів США є одним з 30 найбільших суверенних фондів світу. Згідно з «Планом розвитку 2017—2021», в 2021 році активи Фонду мають досягти 81 млрд доларів США, при цьому інвестиції в нові і зростаючі галузі мають скласти 783 млн доларів США.

## Дочірні та залежні компанії SWF Samruk-Kazyna JSC
Холдинг «Самрук-Казина» включає понад сорок організацій. Станом на травень 2014 року найбільші активи «Самрук-Казина» представляли:
- «KazMunayGas» NC (90 %)
- «Kazakhstan Temir Zholy» JSC (100 %)
- «Kazakhstan Electricity Grid Operating Company» JSC[ru] (90 %)
- «Samruk-Energy» JSC (100 %)
- «Kazakhtelecom» JSC[ru] (51 %)
- «Kazpost» JSC (100 %)
- «Kazakhstan Engineering» JSC[en] (56,35 %)
- «United Chemical Company» LLP[ru] (100 %)
- «Kazatomprom» JSC NC[ru] (100 %)
- Національна гірничорудна компанія «Tau-Ken Samruk» JSC (100 %)
- «Карагандагіпрошахт & K» LLP (90 %)
- «Air Astana» JSC (51 %)
- АТ «Аеропорт Павлодар» (100 %)
- АТ «Міжнародний аеропорт Актобе» (100 %)
- АТ «Міжнародний аеропорт Атирау» (100 %)
- Фонд нерухомості «Самрук-Казина» (100 %)
- ТОВ «Самрук-Казина Інвест» (100 %)
- ТОВ «Самрук-Казина Контракт» (100 %)
- ТОВ «Самрук-Казина Бізнес Сервіс» (раніше − ТОВ «Самрук-Казина Фінанс») (100 %)
- «Alliance bank» JSC (51 %)
- «Shalkiya Zinc Ltd» JSC (100 %)
- «KOREM» JSC (100 %)
- KGF IM (100 %)

## Статистика
- Активи — $ 67,4 млрд (2017)[4], 90 % загальних активів припадає на вісім найбільших компаній
- Прибуток на кінець 2013 року — $ 33,4 млрд
- Чистий прибуток на 2013 рік — $ 2,9 млрд
- Рентабельність власного капіталу у 2013 році — 5,9 %
- Рентабельність активів у 2013 році — 2,9 %
- Кількість співробітників холдингу — 327 тис. (станом на 2017 рік, разом з контрольованими компаніями)[4]

| Галузь                     | %     | млн.$  |
| -------------------------- | ----- | ------ |
| Нафта і газ                | 62,43 | 16 727 |
| Транспорт і логістика      | 10,90 | 2 920  |
| Електроенергетика          | 8,45  | 2 262  |
| Промисловість              | 6,50  | 1 741  |
| Гірськорудна промисловість | 5,85  | 1 568  |
| Комунікації                | 4,09  | 1 096  |
| Хімічна галузь             | 1,16  | 311    |
| Нерухомість                | 0,38  | 102    |
| Машинобудування            | 0,25  | 66     |
| Разом                      | 100   | 26 793 |

## Рейтинги
- Кредитний рейтинг за зобов'язаннями в іноземній валюті BBB/A-3
- Кредитний рейтинг за зобов'язаннями в національній валюті BBB+/A-2
- Рейтинг за національною шкалою — KzAAA
- Прогноз по довгострокових рейтингах — «стабільний»

## Керівники

### Рада директорів
Голова Ради директорів (з 28 вересня 2016) — Сагінтаєв Бакитжан Абдирович
Члени Ради директорів
- Смаілов Аліхан Асханович
- Султанов Бахит Турлиханович[kk]
- Сулейменов Тімур Муратович[ru]

Незалежні директори
- Річард Еванс[en]
- Альпер Акденіз
- Вільгельм Бендер

### Правління
Голова правління (з 23 грудня 2017 року) — Єсимов Ахметжан Смагулович
Члени правління
- Айдарбаєв Алік Серікович[kk] — заступник голови правління
- Балжит Каур Гревал — керуючий директор зі стратегічного розвитку
- Гані Бітенов — керуючий директор з правового супроводу і ризиків
- Ернар Жанаділ — співкеруючий директор з економіки та фінансів
- Туткушев Ержан Бексултанович — директор департаменту розвитку активів

15 січня 2018 року директором департаменту зі зв'язків з громадськістю «Самрук-Казина» призначений Сергій Куянов.